# Marcelo Caraveo
Marcelo Caraveo Frías fue un general mexicano que participó en la Revolución mexicana. 

## Juventud
Nació en San Isidro, municipio de Guerrero, Chihuahua, siendo hijo de Marcelo Caraveo y de Jacinta Frías, de familia de comerciantes y agricultores. Su familia era originaria de Tabasco, Guanajuato y Chihuahua. Era primo de la poetisa guanajuatense Refugio Caraveo Aguilar. En su juventud fue transportisa de víveres a las minas de Pinos Altos, municipio de Ocampo, y trabajador en la instalación de durmientes del ferrocarril Kansas City de Oriente.

## Maderismo
De ideas antirreeleccionistas se pronunció junto a Albino Frías Sr., Pascual Orozco hijo, sus hermanos José y Samuel Caraveo Frías, y otros jóvenes de San Isidro, conforme al Plan de San Luis, proclamado por Francisco I. Madero, levantándose en armas el 19 de noviembre en la noche de 1910. Por sus méritos en los primeros enfrentamientos contra los federales, se le otorgó el grado de Mayor de caballería, participando en varios combates antes de la toma de Cd. Juárez de 1911.

## Orozquismo
En febrero de 1912 secundó la rebelión orozquista contra el gobierno de Madero y pronto fue ascendido a brigadier por el jefe de la revuelta. Combatió a las fuerzas federales en Chihuahua sin mucho éxito. 

## Huertismo
En marzo de 1913, después del asesinato de Madero y Pino Suárez, junto a los generales Pascual Orozco, José Inés Salazar, Emilio P. Campa, Jesús Campos y Benjamín Argumedo, reconoció el gobierno de Victoriano Huerta; en agosto de ese mismo año, se le reconoció el grado de general brigadier y operó en el Estado de Chihuahua contra las fuerzas villistas; entre julio y diciembre de 1914 sostuvo fuertes combates contra los Villistas, en Camargo, Chih., derrota a los Generales Villistas Rosalío Hernández, Maclovio Herrera, Trinidad Rodríguez y Manuel Chao; en el sitio de la ciudad de Chihuahua, por Francisco Villa, en 1913, rechaza a los Generales Villista, Trinidad Rodríguez y Maclovio Herrera, posteriormente combate con éxito a los hermanos Arrieta en la Laguna. En enero de 1914 participó en la Batalla de Ojinaga, logrando rechazar en varias ocasiones a las tropas de Pánfilo Natera, última población en poder de los federales y que fue tomada por Francisco Villa el 10 de enero. El General Caraveo se refugia en el Bolsón de Mapimí, y se reúne con las tropas federales en la ciudad de Torreón, Coah,. Fue comisionado como segundo en jefe de la División del Norte Federal, bajo las órdenes del general Carlos García Hidalgo, con la misión de cortar las líneas de comunicación y retrasar el avance de Francisco Villa hacia el sur.

## Zapatismo
En 1918, ante la urgencia de Emiliano Zapata de obtener aliados y empliar su base de lucha, Caraveo, Pedro Gabay y otros, se unieron al zapatismo. Caraveo firmó y apoyó el Manifiesto al Pueblo de México que expidió Zapata el 18 de abril de 1918, en el que exhortaba en crear un frente popular en contra de Carranza. Sin embargo, las fuerzas de Caraveo no fueron bien vistas por algunos jefes morelenses, por lo que incluso tuvieron un enfrentamiento en Amecac a mediados de 1918. Para resolver el asunto, Zapata envió a Caraveo en misión a Guerrero. En esta zona tuvo varias escaramuzas sin importancia contra las fuerzas carrancistas, sin embargo destruye a San Andrés de Chalchicomula, incursionando en Oaxaca en donde toma el pueblo de Zapotitlan Lagunas.

## Manuel Peláez y últimos días
Al ver Caraveo que no podía haber unidad entre los jefes zapatistas, abandona las tierras zapatistas e incursiona por la huasteca, en donde el General Manuel Peláez, quien protegía a las compañías petroleras extranjeras, lo recibe a él y a la tropa con agrado y atenciones. En esa zona Caraveo se adhiere al plan de Agua Prieta, combate a la rebelión de lahuertista por órdenes de Obregón, para después ser comisionado en varias zonas militares, ya de referencia. A la muerte de Zapata, Caraveo se unió a las fuerzas de Manuel Peláez, quién protegía a las compañías petroleras. A mediados de 1919 fue enviado por Manuel Peláez a Chihuahua. En 1920 se adhirió al movimiento aguaprietista, reconociéndole el grado de divisionario Adolfo de la Huerta, quién lo nombró jefe de operaciones en el Noreste y luego en Chihuahua. En 1926 expulsaría de la guarnición militar de Chihuahua al general Francisco Durazo Ruiz, por haber profanado la tumba de Francisco Villa y haber robado la cabeza de este.
Fue elegido Gobernador de Chihuahua en 1928, pero al secundar el movimiento conocido como la Rebelión escobarista en 1929, se lanzó en contra del gobierno Federal, siendo derrotado en Jiménez y Reforma, pero en ese mismo año, derrota en Casas Grandes, Chih a los federales Gilberto R. Limón y Matías Ramos, en el combate en el lugar denominado Malpais, al no tener recursos económicos para sostener la tropa que le quedaba la disuelve junto con el General de la Vega y el coronel José Chávez, se exilió a los Estados Unidos por el rumbo de Deming, Nuevo México.